# Amos Mariani
Amos Mariani (ur. 30 marca 1931 w Montecatini Terme, zm. 20 lutego 2007 tamże) – włoski piłkarz, grający na pozycji napastnika, trener piłkarski.

## Kariera piłkarska

### Kariera klubowa
Wychowanek klubu Montecatini. W 1947 rozpoczął karierę piłkarską w drużynie Empoli. W sezonie 1949/50 bronił barw Juventusu, z którym zdobył mistrzostwo Włoch. Następnie do 1963 występował w klubach Atalanta, Udinese, Fiorentina, Milan, Padova, Lazio i Napoli.

### Kariera reprezentacyjna
16 lipca 1952 roku debiutował w narodowej reprezentacji Włoch w meczu przeciwko USA (8:0). Łącznie strzelił 2 bramki w 4 meczach międzynarodowych.

## Kariera trenerska
W 1962 roku rozpoczął pracę trenerską w Sorso. Potem do 1990 prowadził kluby Pro Vasto, Montebelluna, Torres, Ethnikos Pireus, Montecatini, Lecco, Lucchese, Alghero, Vibonese, Sambiase i Chiaravalle. 
Zmarł w 2007 roku w wieku 75 lat.

## Sukcesy i odznaczenia

### Sukcesy klubowe
Juventus
- mistrz Włoch: 1949/50

Milan
- mistrz Włoch: 1956/57

Napoli
- zdobywca Pucharu Włoch: 1961/62